# يوسف فرنسيس
يوسف فرنسيس (6 يونيو 1934 - 14 أبريل 2001) مُخرج ومؤلف وفنان تشكيلي مصري.

## حياته
ولد في القاهرة 6 يونيو 1934، حصل على بكالوريوس الفنون الجميلة قسم التصوير من كلية الفنون الجميلة جامعة حلوان عام 1957، ثم دراسات عليا لمدة سنتين بمراسم الأقصر، ودبلوم المعهد العالي للسينما، ثم الدراسات العليا قسم الإخراج عام 1970، له مؤلفات عديدة في مجالات مختلفة.
في بداية حياته المهنية عمل رساماً بمجلة «روز اليوسف» عام 1958 لمدة عام، ثم اتجه إلى كتابة السيناريو عام 1965 والتحق بصحيفة الأهرام في عام 1964، وظل يعمل بها إلى أن وصل إلى منصب مستشار رئيس التحرير، وفي عام 1987 عين مديراً للمركز الثقافي المصري بباريس.
أول أفلامه فيلم المستحيل عام 1965 بالاشتراك مع مصطفى محمود، ومن أفلامه أبي فوق الشجرة عام 1969 بالاشتراك مع إحسان عبد القدوس وسعد الدين وهبة، وفيلم الخيط الرفيع عام 1971. ومن أهم أعماله التلفزيونية فيلما «توت عنخ آمون» و«حبيبتي من تكون».
تزوج من الصحافية منى سراج نائبة رئيس تحرير مجلة «أخبار الناس» وانجب ولدين

## وفاته
توفي في 14 أبريل 2001 عن عمر يناهز 67 سنة على اثر أزمة قلبية داهمته بمدينة الغردقة الساحلية، حيث كان يقضي وقتاً للراحة والاستجمام.

## جوائز
- جائزة التصوير الزيتي الأول من صالون القاهرة سنة 1960.[5]
- جائزة الفيلم العلمي.
- جائزة مهرجان الإسكندرية.

## أعماله

### تأليف
- حبيبتي من تكون (2000)
- سوق النساء (1994)
- يا صديقي كم تساوي (1987)
- عصفور الشرق (1986)
- المدمن (1983)
- الوهم والحقيقة (1980)
- وثالثهم الشيطان (1978)
- الخيط الرفيع (1971)
- أبي فوق الشجرة (1969)
- الناس اللي جوه (1969)
- المستحيل (1965)
- لا يا ابنتي العزيزة (1979)

### إخراج
- حبيبتي من تكون (2000)
- البحث عن توت عنخ امون (1995)
- سوق النساء (1994)
- يا صديقي كم تساوي (1987)
- عصفور الشرق (1986)
- المدمن (1983)

## وصلات خارجية
- يوسف فرنسيس على موقع IMDb (الإنجليزية)
- يوسف فرنسيس على موقع قاعدة بيانات الأفلام العربية